# Frunzensko-Primorskaja
Frunzensko-Primorskaja linka (rusky Фрунзенско-Приморская линия) je linka Petrohradského metra. Značená je fialovou barvou, alternativně číslem pět. Úsek Sadovaja – Komjendantskij Prospekt dříve fungoval jako součást čtvrté linky, Pravoberežnaja. 28. prosince 2008 byl zprovozněn první úsek Zvenigorodskaja – Volkovskaja, který však zatím nebyl propojen s úsekem Sadovaja – Komendantskij prospekt. K propojení došlo 7. března 2009, kdy byly propojeny stanice Zvenigorodskaja a Sadovaja. 30. prosince 2010 byla otevřena stanice Obvodnyj kanal na již stávajícím úseku. Linka byla dále prodloužena jižním směrem do stanic Bucharešťskaja a Meždunarodnaja, k otevření došlo 28. prosince 2012.
Linka byla dále rozšířena 3. října 2019, kdy byla prodloužena jižním směrem do stanic Prospekt Slavy, Dunajskaja a Šušary. Rozšíření se plánuje i severním směrem, kde by měly vzniknout další čtyři, kromě stanice Šuvalovskij prospekt zatím bezejmenné.

## Stanice
Úsek mezi stanicemi Sadovaja – Komendantskij prospekt byl otevřen v rámci Pravoberežné linky.
Šušary – Dunajskaja
– Prospekt Slavy
– Meždunarodnaja
– Bucharešťskaja
– Volkovskaja
– Obvodnyj kanal
– Zvenigorodskaja 1
– Sadovaja 24
– Admiraltějskaja
– Sportivnaja
– Čkalovskaja
– Krestovskij ostrov
– Staraja Děrevňa
– Komendantskij prospekt